# Ido
Ido (/ˈiːdoʊ/) este o limbă construită derivată dintr-o versiune reformată a Esperanto, și concepută în mod similar cu scopul de a fi o a doua limbă universală pentru persoane de limbi diverse. Pentru a funcționa ca o limbă auxiliară internațională eficientă, Ido a fost concepută special pentru a fi gramaticală, ortografică și lexicografică regulară (și, mai presus de toate, ușor de învățat și utilizat). Este cel mai de succes dintre numeroasele derivate ale Esperanto, cunoscute sub numele de Esperantidoj.
Ido a fost creat în 1907 din dorința de a reforma defectele percepute ale limbii esperanto, o limbă care fusese creată cu 20 de ani înainte pentru a facilita comunicarea internațională. Numele provine de la cuvântul esperanto ido, care înseamnă „urmaș”, deoarece limba este un derivat al esperanto. După crearea sa, Ido a fost susținută de o parte a comunității esperanto. Un eșec a avut loc odată cu moartea subită, în 1914, a unuia dintre cei mai influenți promotori ai săi, Louis Couturat. În 1928, promotorul Otto Jespersen a părăsit mișcarea pentru propria sa limbă Novial.
Popularitatea lui Ido a scăzut din două motive: apariția unor noi schisme generate de proiecte de reformă concurente și o lipsă generală de conștientizare a lui Ido ca limbă candidat pentru o limbă internațională. Nu a început să își recâștige popularitatea decât odată cu răspândirea internetului.
Ido utilizează aceleași 26 de litere ca alfabetul latin, fără nicio diacritică. Vocabularul său provine din engleză, franceză, germană, italiană, latină, rusă, spaniolă și portugheză și este în mare parte inteligibil pentru cei care au studiat esperanto.
Mai multe opere literare au fost traduse în Ido, inclusiv Micul Prinț, Cartea Psalmilor și Evanghelia după Luca. În anul 2000, în lume existau aproximativ 100-200 de vorbitori de Ido. În 2022, Ido are 26 de vorbitori în Finlanda, conform unor statistici.

## Istorie
Ideea unei a doua limbi universale nu este nouă, iar limbile construite nu sunt un fenomen recent. În secolul al XII-lea, Hildegard din Bingen a inventat un set de cuvinte cunoscut sub numele de Lingua Ignota. Conceptul nu a atras un interes semnificativ până când limba Volapük a fost creată în 1879. Volapük a fost populară o perioadă și se pare că a avut câteva mii de utilizatori, dar a fost ulterior eclipsată de popularitatea Esperanto, care a fost creată în 1887. Au fost propuse și alte câteva limbi, precum Latino sine Flexione și Idiom Neutral. În această perioadă, matematicianul francez Louis Couturat a format Delegația pentru adoptarea unei limbi auxiliare internaționale.
Această delegație a solicitat în mod oficial Asociația Internațională a Academiilor din Viena să selecteze și să aprobe o limbă internațională; solicitarea a fost respinsă în mai 1907.
Delegația s-a reunit apoi la Paris, în octombrie 1907, în calitate de comitet, pentru a discuta adoptarea unei limbi internaționale standard. Printre limbile luate în considerare s-a numărat o limbă nouă, prezentată anonim după termenul limită stabilit de comitet, de către o persoană care folosea numele „Ido”.
În cele din urmă, comisia, mereu lipsită de sesiuni plenare și formată din numai 12 membri, s-a încheiat în ultima zi cu 4 voturi pentru și o abținere. Aceștia au ajuns la concluzia că nicio limbă nu era complet acceptabilă, dar că esperanto putea fi acceptată „cu condiția mai multor modificări care să fie realizate de Comisia permanentă în direcția definită de concluziile raportului secretarilor [Louis Couturat și Léopold Leau] și de proiectul Ido”.

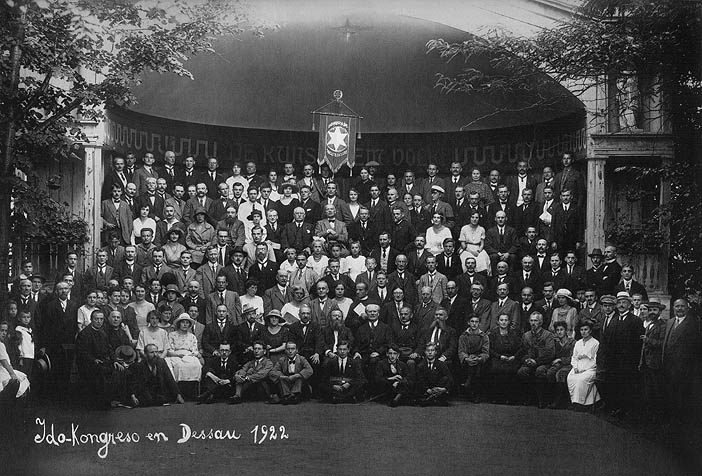
Congresul Internațional de Ido în Dessau, Germania, în 1922.

Inventatorul Esperanto, L. L. Zamenhof, după ce a auzit o serie de plângeri, a sugerat în 1894 o propunere pentru o Esperanto reformată cu câteva modificări pe care Ido le-a adoptat: eliminarea literelor accentuate și a cazului acuzativ, schimbarea pluralului cu un -i italienesc și înlocuirea tabelului de corelative cu cuvinte mai latine. Cu toate acestea, comunitatea esperanto a votat și a respins esperantoul reformat al lui Zamenhof, și, de asemenea, majoritatea a respins recomandările Comitetului din 1907 compus nominal din 12 membri. Zamenhof, amintindu-și fără îndoială de experiența sa cu privire la reformele din 1894, a susținut ferm decizia majorității Comitetului Esperanto. În plus, a apărut o controversă atunci când s-a constatat că „proiectul Ido” fusese conceput în principal de Louis de Beaufront, pe care Zamenhof îl alesese să reprezinte esperanto în fața comitetului (Zamenhof însuși nu putea reprezenta esperanto, deoarece regulamentul comitetului prevedea că creatorul unei limbi prezentate nu o poate apăra). Ședințele Comitetului s-au desfășurat în principal în limba franceză, ocazional în limba germană. Când președintele Comitetului a întrebat cine este autorul proiectului lui Ido, Couturat, de Beaufront și Leau au răspuns că nu ei. De Beaufront a prezentat proiectul Ido și l-a descris ca fiind o versiune mai bună și mai bogată a limbii esperanto. Couturat, Leau, de Beaufront și Jespersen au fost în cele din urmă singurii membri care au votat, toți pentru proiectul Ido. O lună mai târziu, Couturat i-a transmis accidental lui Jespersen o copie a unei scrisori în care recunoștea că de Beaufront era autorul proiectului Ido. Jespersen a fost înfuriat de acest lucru și a cerut o mărturisire publică. De Beaufront a amânat timp de patru luni mărturisirea publică.
Se estimează că aproximativ 20% dintre principalii promotori ai esperanto și 3-4% dintre esperantiști au trecut la Ido, care de atunci a suferit modificări constante în încercarea de a perfecționa limba, dar care, în cele din urmă, au avut ca efect decizia multor vorbitori de Ido să renunțe la încercarea de a o învăța. Deși a divizat mișcarea Esperanto, schisma a oferit esperantiștilor rămași libertatea de a se concentra asupra utilizării și promovării limbii lor așa cum era. În același timp, a oferit idiștilor libertatea de a continua să lucreze la propria lor limbă timp de mai mulți ani înainte de a o promova în mod activ. A fost înființată Uniono di la Amiki di la Linguo Internaciona (Uniunea Prietenilor Limbii Internaționale) și o Academie Ido pentru a dezvolta detaliile noii limbi.
Couturat, care a fost principalul promotor al Ido, a fost ucis într-un accident de mașină în 1914. Acest lucru, împreună cu Primul Război Mondial, a suspendat practic activitățile Academiei Ido din 1914 până în 1920. În 1928, principalul promotor intelectual al Ido, lingvistul danez Otto Jespersen, și-a publicat propria limbă planificată, Novial și a încetat promovarea Ido.

### Era digitală
Limba are încă vorbitori activi, în număr de aproximativ 500. Internetul a provocat o reînnoire a interesului pentru limbă în ultimii ani. Un eșantion de 24 de idiști de pe grupul Yahoo! Idolisto din noiembrie 2005 a arătat că 57% au început studiul limbii în ultimii trei ani, 32% de la mijlocul anilor 1990 până în 2002, iar 8% cunoșteau limba de dinainte.

### Modificări
Puține modificări au fost aduse limbii Ido din 1922.
Camiel de Cock a fost numit secretar pentru probleme lingvistice în 1990, succedându-l pe Roger Moureaux. El a demisionat după crearea unui comitet lingvistic în 1991. De Cock a fost succedat de Robert C. Carnaghan, care a deținut acest titlu din 1992 până în 2008. Niciun cuvânt nou nu a fost adoptat între 2001 și 2006. După alegerile din 2008-2011 ale comitetului director al ULI, Gonçalo Neves l-a înlocuit pe Carnaghan în funcția de secretar pentru probleme lingvistice în februarie 2008. Neves a demisionat în august 2008. O nouă comisie lingvistică a fost formată în 2010. În aprilie 2010, Tiberio Madonna a fost numit secretar pentru probleme lingvistice, succedându-i lui Neves. În ianuarie 2011, ULI a aprobat opt cuvinte noi. Aceasta a fost prima adăugare de cuvinte după mulți ani. După o serie de conflicte grave cu Comitetul director al ULI, Tiberio Madonna a fost revocat din funcția de secretar pentru probleme lingvistice la 26 mai 2013 prin anunțul oficial al lui Loïs Landais, secretarul ULI. În ianuarie 2022, ULI a aprobat un set de cuvinte noi (34).

## Fonologie
Limba Ido are 5 foneme vocale. Vocalele e și ɛ, precum și o și ɔ se pot înlocui reciproc, aceasta fiind la latitudinea vorbitorului. Combinațiile /au/ și /eu/ devin diftongi în radicalii cuvintelor, dar nu atunci când le alăturăm afixe.
|          | Anterioare | Posterioare |
| -------- | ---------- | ----------- |
| Închise  | i          | u           |
| Mijlocii | e ~ ɛ      | o ~ ɔ       |
| Deschise | a          | a           |

|           | Labiale | Labiale | Alveolare | Alveolare | Postalveolare | Postalveolare | Palatale | Palatale | Velare | Velare | Glotale | Glotale |
| --------- | ------- | ------- | --------- | --------- | ------------- | ------------- | -------- | -------- | ------ | ------ | ------- | ------- |
| Nazale    |         | m       |           | n         |               |               |          |          |        |        |         |         |
| Oclusive  | p       | b       | t         | d         |               |               |          |          | k      | g      |         |         |
| Africate  |         |         | t͡s        |           | t͡ʃ            |               |          |          |        |        |         |         |
| Fricative | f       | v       | s         | z         | ʃ             | ʒ             |          |          |        |        | h       |         |
| Sonante   |         |         |           | l         |               |               |          | j        |        | w      |         |         |
| Bătute    |         |         |           | r         |               |               |          |          |        |        |         |         |

Toate cuvintele polisilabice au accentul pe penultima silabă cu excepția infinitivelor, care au accentul pe ultima silabă — deci skolo, kafeo și lernas pentru "școală", "cafea" și timpul prezent al verbului "a învăța", dar irar, savar și drinkar pentru "a merge", "a ști" și "a bea". Dacă un i sau u precedă altă vocală, perechea se consideră a face parte din aceeași silabă atunci când aplicăm regula accentelor — deci radio, familio și manuo pentru "radio", "familie" și "mână", cu excepția cazului în care cele două vocale sunt singurele din cuvânt, caz în care "i"-ul sau "u"-ul poartă accentul: dio, frua pentru "zi" și "devreme".

## Ortografie
Limba Ido utilizează 26 de litere, ca în limba latină. Deși trebuia să fie o limbă neutră, se văd influențele celor care au participat la perfecționarea limbii esperanto. Față de esperanto, ido are cele mai multe cuvinte provenite din franceză. Litera j se pronunță ca în limba română. În schimb, litera c se pronunță ț ca în limbile slave.
| litera în Ido | AFI        | în limba româna                                                     |
| ------------- | ---------- | ------------------------------------------------------------------- |
| a             | /a/        | asemănator cu a din "casă"                                          |
| b             | /b/        | b ca în "cabană"                                                    |
| c             | /t͡s/       | ț ca în "hoț"; utilizat și în digraful ch pentru sunetele ce sau ci |
| d             | /d/        | d ca în "cadă"                                                      |
| e             | /e/, /ɛ/   | e ca în "pere"                                                      |
| f             | /f/        | f ca în "afară"                                                     |
| g             | /g/        | g ca în "gol"                                                       |
| h             | /h/        | h ca în "hol"                                                       |
| i             | /i/        | i ca în "inel"                                                      |
| j             | /ʒ/, /d͡ʒ/  | j ca în "cojoc" sau ge ca în "geam"                                 |
| k             | /k/        | c ca în "scop"                                                      |
| l             | /l/        | l ca în "lac"                                                       |
| m             | /m/        | m ca în "amar"                                                      |
| n             | /n/        | n ca în "analiză"                                                   |
| o             | /o/, /ɔ/   | o ca în "orb"                                                       |
| p             | /p/        | p ca în "spin"                                                      |
| q             | /k/        | la fel ca k; utilizat numai în digraful qu                          |
| r             | /ɾ/        | r ca în "iarbă"                                                     |
| s             | /s/        | s ca în "iască"; utilizat și în digraful sh pentru sunetul ș        |
| t             | /t/        | t ca în "stat"                                                      |
| u             | /u/        | u ca în "dulap"                                                     |
| v             | /v/        | v ca în "avar"                                                      |
| w             | /w/        | u ca u în "râu" (introdus pentru cuvintele englezești)              |
| x             | /ks/, /gz/ | x (ks) ca în "extra" sau x (gz) ca în "examen"                      |
| y             | /j/        | i ca în "ieri"                                                      |
| z             | /z/        | z as în "zebră"                                                     |

Digrafe:
| Digraful in Ido | AFI        | Digraful in limba romana            |
| --------------- | ---------- | ----------------------------------- |
| ch              | /t͡ʃ/       | ce sau ci ca în "ceas" sau "ciulin" |
| qu              | /kw/, /kv/ | cu ca în "ecuație"                  |
| sh              | /ʃ/        | ș ca în "șah"                       |

## Gramatică
Articolul hotărât este la și este invariabil. Articolul nehotărât (un/o) nu există în Ido. Fiecare cuvânt din vocabularul Ido este construit dintr-un cuvânt rădăcină. Un cuvânt este format dintr-o rădăcină și o terminație gramaticală. Alte cuvinte pot fi formate din acel cuvânt prin eliminarea terminației gramaticale și adăugarea uneia noi sau prin inserarea anumitor afixe între rădăcină și terminația gramaticală.
Unele dintre terminațiile gramaticale sunt definite după cum urmează:
| Parte de vorbire       | Ido        | Esperanto               | Esperanto               | Română                     | Română                     |
| ---------------------- | ---------- | ----------------------- | ----------------------- | -------------------------- | -------------------------- |
| Substantiv la singular | -o (libro) | -o (libro)              | -o (libro)              | carte                      | carte                      |
| Substantiv la plural   | -i (libri) | -oj (libroj)            | -oj (libroj)            | cărți                      | cărți                      |
| Adjectiv               | -a (varma) | -a, -aj (varma, varmaj) | -a, -aj (varma, varmaj) | cald                       | cald                       |
| Adverb                 | -e (varme) | -e (varme)              | -e (varme)              | „cald” ca adverb, călduros | „cald” ca adverb, călduros |
| Infinitiv la prezent   | -ar (irar) | -anti (iranti)          | -i (iri)                | a merge                    | a merge                    |
| Infinitiv la perfect   | -ir (irir) | -inti (irinti)          | -i (iri)                | a fi mers                  | a merge                    |
| Infinitiv la viitor    | -or (iror) | -onti (ironti)          | -i (iri)                | va merge                   | a merge                    |
| Prezent                | -as (iras) | -as (iras)              | -as (iras)              | merge                      | merge                      |
| Perfect                | -is (iris) | -is (iris)              | -is (iris)              | a mers                     | a mers                     |
| Viitor                 | -os (iros) | -os (iros)              | -os (iros)              | va merge, o să meargă      | va merge, o să meargă      |
| Imperativ              | -ez (irez) | -u (iru)                | -u (iru)                | mergi!                     | mergi!                     |
| Condițional            | -us (irus) | -us (irus)              | -us (irus)              | ar merge                   | ar merge                   |

Acestea sunt aceleași ca în esperanto, cu excepția lui -i, -ir, -ar, -or și -ez. Esperanto marchează pluralul substantivelor printr-o terminație aglutinativă -j (astfel încât pluralul substantivelor se termină în -oj), folosește -i pentru infinitivele verbelor (infinitivele din Esperantonu au timpi verbali) și folosește -u pentru imperativ. Verbele în Ido, ca și în Esperanto, nu se conjugă în funcție de persoană, număr sau gen; terminațiile -as, -is, și -os' sunt suficiente indiferent dacă subiectul este eu, tu, el, ea, ei, sau orice altceva. Pentru verbul „a fi”, Ido permite esas sau es la timpul prezent; cu toate acestea, formele complete trebuie folosite pentru timpul trecut esis și timpul viitor esos." Adjectivele și adverbele sunt comparate în Ido prin intermediul cuvintelor plu = mai mult, maxim = cel mai mult, min = mai puțin, minim = cel mai mic, kam = decât/as. În Ido există trei categorii de adverbe: cele simple, cele derivate și cele compuse. Adverbele simple nu au nevoie de terminații speciale, de exemplu: tre = foarte, tro = prea, olim = înainte, nun = acum, nur = numai. Adverbele derivate și compuse, nefiind inițial adverbe, ci derivate din substantive, adjective și verbe, au terminația -e.

### Sintaxă
Ordinea cuvintelor în Ido este, în general, aceeași ca în română (subiect-verb-obiect), astfel încât propoziția Me havas la blua libro este aceeași cu cea din română "Eu am cartea albastră", atât în ceea ce privește sensul, cât și ordinea cuvintelor. Cu toate acestea, există câteva diferențe:
- Adjectivele în general preced substantivul, sau pot urma substantivul, ca în română. Astfel, Me havas la libro blua înseamnă același lucru.
- Ido are sufixul acuzativ -n. Spre deosebire de esperanto, acest sufix este necesar numai atunci când complementul direct al propoziției nu este clar, de exemplu, atunci când ordinea cuvintelor subiect-verb-obiect nu este respectată. Astfel, La blua libron me havas înseamnă, de asemenea, același lucru.

În general, Ido nu impune reguli de acord gramatical între categoriile gramaticale din cadrul unei propoziții. De exemplu, verbul dintr-o propoziție este invariabil indiferent de numărul și persoana subiectului. Nici adjectivele nu trebuie să fie pluralizate în acord cu substantivele: în Ido cărțile mari ar fi la granda libri spre deosebire de esperanto la grandaj libroj.
Negarea apare în Ido prin simpla adăugare a lui ne înaintea unui verb: Me ne havas libro înseamnă „Eu nu am o carte”. Nici acest lucru nu variază și, prin urmare, „Eu nu ..”, „El nu ..”, „Ei nu..” înaintea unui verb sunt pur și simplu Me ne, Il ne și Li ne. În același mod, negativele la timpul trecut și la timpul viitor sunt formate prin ne înaintea verbului conjugat. „Nu voi merge” și „Nu am mers” devin Me ne iros și, respectiv, Me ne iris.
Întrebările da/nu sunt formate prin particula ka în fața întrebării. „Am o carte” (me havas libro) devine Ka me havas libro? (am o carte?). Ka' poate fi, de asemenea, plasat în fața unui substantiv fără verb pentru a formula o întrebare simplă, corespunzătoare „nu-i așa?” Ka Mark? poate însemna, în funcție de context, „Ești Mark?”, „Este Mark?”, „Vrei să spui Mark?”.

### Pronume
Pronumele din Ido au fost revizuite pentru a le face mai distincte din punct de vedere fonologic decât cele din Esperanto, care se termină toate în i. În special pronumele de persoana întâi singular și plural mi și ni pot fi dificil de distins într-un mediu zgomotos, așa că Ido are în schimb me și ni. Ido face, de asemenea, distincție între pronumele intim (tu) și de politețe (vu) de persoana a doua singular, precum și pronumele de persoana a doua plural (vi) care nu sunt marcate pentru politețe. În plus, Ido are un pronume pan-gender de persoana a treia lu (poate însemna "el" sau "ea" sau "gen nespecificat" în funcție de context), pe lângă pronumele sale masculine (il), feminine (el) și neutre (ol) de persoana a treia.
|           | singular | singular    | singular      | singular | singular | singular   | singular | plural | plural  | plural  | plural  | plural     | plural   | reflexiv | indefinit |
| întâi     | a doua   | a doua      | a treia       | a treia  | a treia  | a treia    | întâi    | a doua | a treia | a treia | a treia | a treia    |          | reflexiv | indefinit |
| întâi     | intim    | de politețe | masc.         | fem.     | neutru   | pan-gender | întâi    | a doua | masc.   | fem.    | neutru  | pan-gender |          | reflexiv | indefinit |
| --------- | -------- | ----------- | ------------- | -------- | -------- | ---------- | -------- | ------ | ------- | ------- | ------- | ---------- | -------- | -------- | --------- |
| Ido       | me       | tu          | vu            | il(u)    | el(u)    | ol(u)      | lu       | ni     | vi      | ili     | eli     | oli        | li       | su       | on(u)     |
| Română    | eu       | tu          | dumneavoastră | el       | ea       | el/ea      | -        | noi    | voi     | -       | -       | -          | ei       | -        | tu        |
| Esperanto | mi       | ci¹         | vi¹           | li       | ŝi       | ĝi         | ĝi/ri²   | ni     | vi      | ili     | iŝi²    | iĝi²       | ili/iri² | si       | oni       |

1. ci, deși din punct de vedere tehnic este forma familiară a cuvântului „tu” în Esperanto, este rar folosit. Inventatorul Esperanto însuși nu a inclus pronumele în prima carte despre Esperanto și abia mai târziu cu reticență; mai târziu a recomandat să nu se folosească ci deoarece diferite culturi au tradiții contradictorii cu privire la utilizarea formelor familiare și formale ale lui „tu”.[35]
2. ri, iŝi, iĝi și prin extensie iri sunt neologisme propuse și sunt rare, dar sunt încă folosite deși rar.

ol, ca și englezul it și esperantoul ĝi, nu se limitează la obiecte inanimate, ci poate fi folosit "pentru entități al căror sex este nedeterminat: bebeluși, copii, oameni, tineri, bătrâni, persoane, indivizi, cai, pisici etc."
Lu este adesea etichetat în mod eronat drept un pronume epicen, adică unul care se referă atât la ființe masculine, cât și feminine, dar, de fapt, lu este mai degrabă un pronume „pan-gender”, deoarece este folosit și pentru a se referi la obiecte inanimate. Din Kompleta Gramatiko Detaloza di la Linguo Internaciona Ido de Beaufront:

Lu (ca și li) este folosit pentru toate cele trei genuri. Faptul că lu servește cele trei genuri la singular nu este în sine mai uimitor decât faptul că li servește cele trei genuri la plural ... Printr-o decizie (1558), Academia idistă a respins orice restricție privind utilizarea lui lu. Astfel, se poate folosi acest pronume exact în același mod pentru un lucru și o persoană de sex evident, precum și pentru animale de sex necunoscut și o persoană care are un nume fără gen, cum ar fi bebeluș, copil, om etc., acestea fiind la fel de adevărat masculine ca și feminine.

Motivele acestei decizii au fost prezentate în "Mondo", XI, 68: Lu pentru singular este exact la fel ca li pentru plural. Logica, simetria și ușurința cer acest lucru. În consecință, așa cum li poate fi folosit pentru persoane, animale și obiecte ori de câte ori nimic nu obligă la exprimarea genului, tot așa lu poate fi folosit pentru persoane, animale și obiecte cu aceeași condiție. Distincția propusă ar fi o subtilitate deranjantă ...

### Compunerea de cuvinte noi
Compunerea în Ido se supune unor reguli mai stricte decât în esperanto, în special formarea substantivelor, adjectivelor și verbelor dintr-un radical dintr-o clasă diferită. Principiul reversibilității presupune că pentru fiecare regulă de compunere (adăugare de afixe), regula de descompunere corespunzătoare (eliminare de afixe) este valabilă.
Prin urmare, în timp ce în esperanto un adjectiv (de exemplu papera), format pe radicalul substantivului paper(o), poate însemna un atribut (papera enciklopedio "enciclopedie făcută din hârtie") și o relație (papera fabriko "fabrică de fabricat hârtie"), Ido va distinge atributul papera ("hârtie" sau "din hârtie" (nu chiar "fabricată din hârtie")) de relația paperala ("fabricarea hârtiei").
În mod similar, krono înseamnă atât în Esperanto, cât și în Ido substantivul "coroană"; unde Esperanto permite formarea lui "a încorona" prin simpla schimbare a terminației de la substantiv la verb kroni ("crowning" este kronado), Ido necesită un afix, astfel încât compoziția este reversibilă: kronizar ("actul de încoronare" este kronizo).
Potrivit lui Claude Piron, unele modificări aduse de Ido sunt în practică imposibil de utilizat și strică exprimarea spontană: 

Ido prezintă, pe plan lingvistic, alte inconveniente pe care Esperanto a reușit să le evite, dar nu am la îndemână documente care să-mi permită să intru mai în detaliu. De exemplu, dacă îmi amintesc bine, acolo unde Esperanto are doar sufixul -igi*, Ido are mai multe: *-ifar*, *-izar*, *-igar*, care corespund subtilităților menite să facă limbajul mai clar, dar care, în practică, inhibă exprimarea naturală. 

## Lexic
Exemplu de cum se numără de la zero la zece: 
zero, un, du, tri, quar, kin, sis, sep, ok, non, dek.
Alte exemple:
universitato =  universitate
skolo = școală,
katedralo = catedrală,
kirko = biserică,
inkuyo = călimară,
kafeuyo = cutie de cafea,
teuyo = borcan de ceai,
sigaruyo = tabacheră,

## Informații suplimentare
Informații suplimentare despre sau în propriul limbaj Ido sunt disponibile în „Ido Book Service”. Mișcarea voluntară în favoarea acestui limbaj este bineînțeles internațională iar cărțile în Ido sunt disponibile în diverse limbi naționale. În plus, în afara societăților naționale există și o organizație internațională, Uniunea pentru Limba Internațională (Ido). Această organizație publică un magazin întitulat „Progreso”. Pentru a intra în contact cu utilizatori ai Ido, vă rugăm să vă adresați următorilor reprezentanți: